# 普通蓼
普通蓼（学名：Polygonum humifusum）为蓼科蓼属下的一个种。

## 扩展阅读
- 維基物種上的相關：普通蓼